# Stary Atlach
Stary Atlach (Старый Атлаш) est un village de Russie dépendant du raïon (arrondissement) de Staraïa Koulatka de l'oblast d'Oulianovsk. C'est le siège administratif de la municipalité rurale de Stary Atlach qui comprend en plus les villages de Karmaleï et de Mosseïevka.

## Géographie
Le village se trouve sur le plateau de la Volga au bord de la rivière Atlachka à 200 mètres d'altitude. Le relief est formé de collines. Il est entouré d'une forêt tempérée décidue à 1-2 km à l'ouest, au nord et à l'est du village. Le sol est constitué de tchernoziom et d'alfisol.
Stary Altach se trouve dans la partie occidentale de l'arrondissement à 22 km à vol d'oiseau de Staraïa Koulatka et à 27 km par la route. Oulianovsk, la capitale régionale, se trouve à 240 km.
Fuseau horaire
Comme tout l'oblast d'Oulianovsk, il est à une heure de plus que l'heure de Moscou.

## Histoire
Le village est fondé au début du XVIIIe siècle par des paysans venus d'Alatyr comme village tchouvache; l'une des rues s'appelle la rue Tchouvache et quelques villageois se considèrent comme descendants de Tchouvaches. Il y a aussi un endroit qui s'appelle le cimetière tchouvache.
Dans la liste des localités de peuplement de l'Empire russe compilée en 1859, le village de Stary Altach de l'ouïezd de Khvalynsk dans le gouvernement de Saratov est décrit comme situé au bord de la rivière Atlach sur le côté droit de la route de Khvalynsk (ville à 60 verstes) à l'ouïezd de Kouznetsk. Le village compte alors 359 foyers, 1 257 hommes et 1 3 15 femmes. Il dispose de cinq mosquées, d'une école et de trois moulins.
D'après le recensement de 1897, le village compte 3 608 habitants dont 3 521 mahométans. En 1914, Stary Atlach devient le siège administratif d'une volost. En 1911, il y a 4 610 habitants, disposant de sept mosquées et d'un bazar (marché). Le village est peuplé d'anciens paysans d'État tatars, regroupés en deux communautés paysannes.

## Population
En 2002, les Tatars représentent 99% de la population.
- 1989: 1700 habitants
- 2002: 1174 habitants
- 2010: 896 habitants

## Personnalités
- Alexandre Barychev (1930-2016), né à Stary Altach, diplomate soviétique.

## Lieu à voir
- Monument aux morts de la Grande Guerre patriotique érigé en 1972[7].